# 聖米格爾 (拉斯塔布斯區)
聖米格爾（西班牙語：San Miguel），是巴拿馬的城鎮，位於該國中南部，由洛斯桑托斯省的拉斯塔布斯區負責管轄，面積10平方公里，2010年人口116，人口密度每平方公里11.6人。